# Przepona (mięsień)

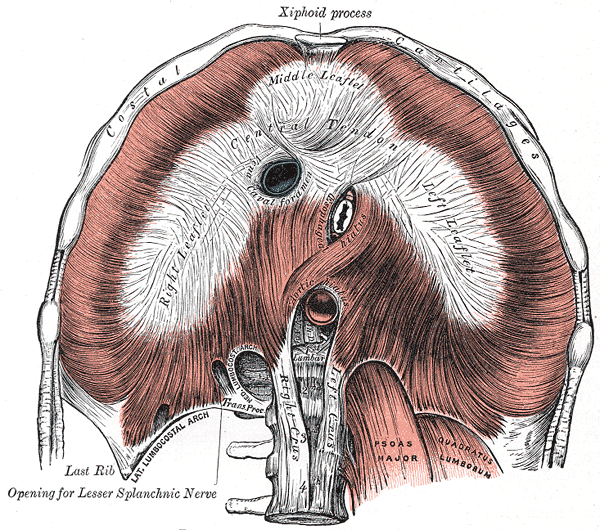
Rycina przedstawiająca odpreparowaną ludzką przeponę widzianą od strony brzusznej.

Przepona (łac. diaphragma) – mięsień poprzecznie prążkowany występujący u ssaków, oddzielający jamę brzuszną od klatki piersiowej. Jest głównym mięśniem oddechowym, swoim skurczem powodując wdech przez zwiększenie objętości klatki piersiowej.
U krokodyli, jako jedynych wśród gadów, występuje musculus diaphragmaticus, który wraz z błoną zawątrobową i błoną zapłucną pełni funkcję analogiczną do ssaczej przepony.

## Człowiek
U człowieka przepona stanowi ścianę dolną klatki piersiowej, oddzielając ją od jamy brzusznej. Przepona jest uwypuklona w stronę klatki piersiowej w formie dwóch kopuł - prawej i lewej, przy czym na ludzkich zwłokach prawa kopuła jest ustawiona na wysokości czwartej chrząstki żebrowej, po stronie lewej. Lewa kopuła przyjmuje położenie na poziomie piątej chrząstki żebrowej. U osoby żywej podczas wydechu prawa kopuła przepony położona jest na wysokości górnego brzegu piątej chrząstki żebrowej, a po stronie lewej lewa kopuła układa się na poziomie dolnego brzegu piątej chrząstki żebrowej. Ruchy przepony są niezależne od woli człowieka, mogą być jednak modyfikowane pośrednio przez inne grupy mięśni (na przykład podczas śpiewu czy wstrzymywania oddechu).

### Budowa
W przeponie wyróżnia się część mięśniową położoną na obwodzie i część ścięgnistą, tworzącą środek ścięgnisty przepony (łac. centrum tendineum diaphragmae). 
Część mięśniową w zależności od miejsca przyczepu dzieli się na część: 
- żebrową (łac. pars costalis diaphragmatis) - największą, która przymocowuje się do żeber (od siódmego do dwunastego);
- część lędźwiową (pod kręgową) (pars lumbalis diaphragmatis) – najmocniejszą – tworzy ona dwie odnogi (łac. crura diaphragmae) oraz parzyste więzadła łukowate boczne i przyśrodkowe, przyczepiające się do kręgów lędźwiowych i dwóch ostatnich żeber;
- część mostkową (pars sternalis) – najmniejszą, która rozpoczyna się na nasadzie wyrostka mieczykowatego mostka.

Wszystkie części przepony kierują swe włókna do środka, gdzie tworzą środek ścięgnisty. Na pograniczu poszczególnych części powstają szczeliny, które czasem mogą stać się miejscem powstawania przepuklin, przez które trzewia jamy brzusznej dostają się do klatki piersiowej. Nieleczona przepuklina może doprowadzić nawet do śmierci poprzez uduszenie się. Główne otwory przepony to: rozwór aortowy na poziomie XII kręgu piersiowego, rozwór przełykowy na poziomie X kręgu piersiowego oraz otwór żyły głównej dolnej na poziomie VIII kręgu piersiowego.

### Funkcja

Animacja ruchu przepony podczas oddychania

Przepona oddziela jamę klatki piersiowej od jamy brzusznej. Praca przepony powoduje zmianę kształtu oraz objętości klatki piersiowej, co umożliwia wdychanie i wydychanie powietrza. Skurcz włókien mięśniowych powoduje obniżenie przepony i zmniejszenie ciśnienia w jamie klatki piersiowej, co umożliwia wdech. Ponieważ rozgałęzienia dróg oddechowych kończą się sprężystymi i elastycznymi pęcherzykami płucnymi, dlatego wdychane powietrze wypełniając je, rozszerza płuca. Wydech zaś następuje wskutek uniesienia przepony ku górze, czyli skurczeniu mięśni brzucha przy jednoczesnym rozkurczu przepony. Ponadto, skurcz przepony zwiększa ciśnienie w jamie brzusznej, co jest wykorzystywane w defekacji.

### Unerwienie
Przepona unerwiona jest przez obie gałązki nerwu przeponowego. Nerw przeponowy, mający swój początek w segmencie szyjnym posiada zarówno włókna ruchowe oraz czuciowe, przy czym na powierzchnię dolną przepony przechodzą tylko włókna ruchowe. Mięsień przepony nie posiada proprioceptywnych zakończeń nerwowych. W przypadku puchliny brzusznej (łac. ascites) bądź po operacjach chirurgicznych w obrębie jamy brzusznej, gdy do wnętrza dostanie się powietrze, przepona przyjmuje niefizjologiczne, wyższe położenie i z receptorów bólowych wysyłane są sygnały do zwoju szyjnego dolnego, przez co chory może się uskarżać na bóle w okolicy dołu nadobojczykowego większego. Ruchy przepony odbywają się autonomicznie i automatycznie bez udziału świadomości człowieka. Nie jest możliwe wpływanie na zmianę jej skurczu i ruchu. 
Nerw przeponowy unerwia przeponę. Przy jednostronnym porażeniu nerwu przeponowego porażona połowa przepony wykonuje ruchy paradoksalne – unosi się przy wdechu i obniża przy wydechu. 

### Unaczynienie[7]
1. Tętnica piersiowa wewnętrzna (łac. arteria thoracica interna), parzyste naczynie, które przechodzi przez trójkąt mostkowo-żebrowy (wraz z równoimienną żyłą) (łac. trigonum sternocostale), oddaje do przepony tętnicę osierdziowo-przeponową (łac. arteria pericardiophrenica) oraz tętnicę mięśniowo-przeponową (łac. arteria musculophrenica).
2. Aorta piersiowa i aorta brzuszna (łac. aorta thoracica et aorta abdominalis) oddają odpowiednio tętnice przeponowe górne (łac. arteria phrenica superior) po stronie klatki piersiowej i tętnice przeponowe dolne (łac. arteria phrenica inferior) od strony brzusznej.